# Трошневка
Трошневка — деревня на юго-западе Бежаницкого района Псковской области. Входит в состав сельского поселения Кудеверская волость.
Расположена на Бежаницкой возвышенности, на берегу реки Алоль, в 1 км к западу от волостного центра Кудеверь и в 45 км к юго-западу от райцентра Бежаницы.
Численность населения деревни по состоянию на 2000 год составляла 14 жителей.